# Rafał Murczkiewicz

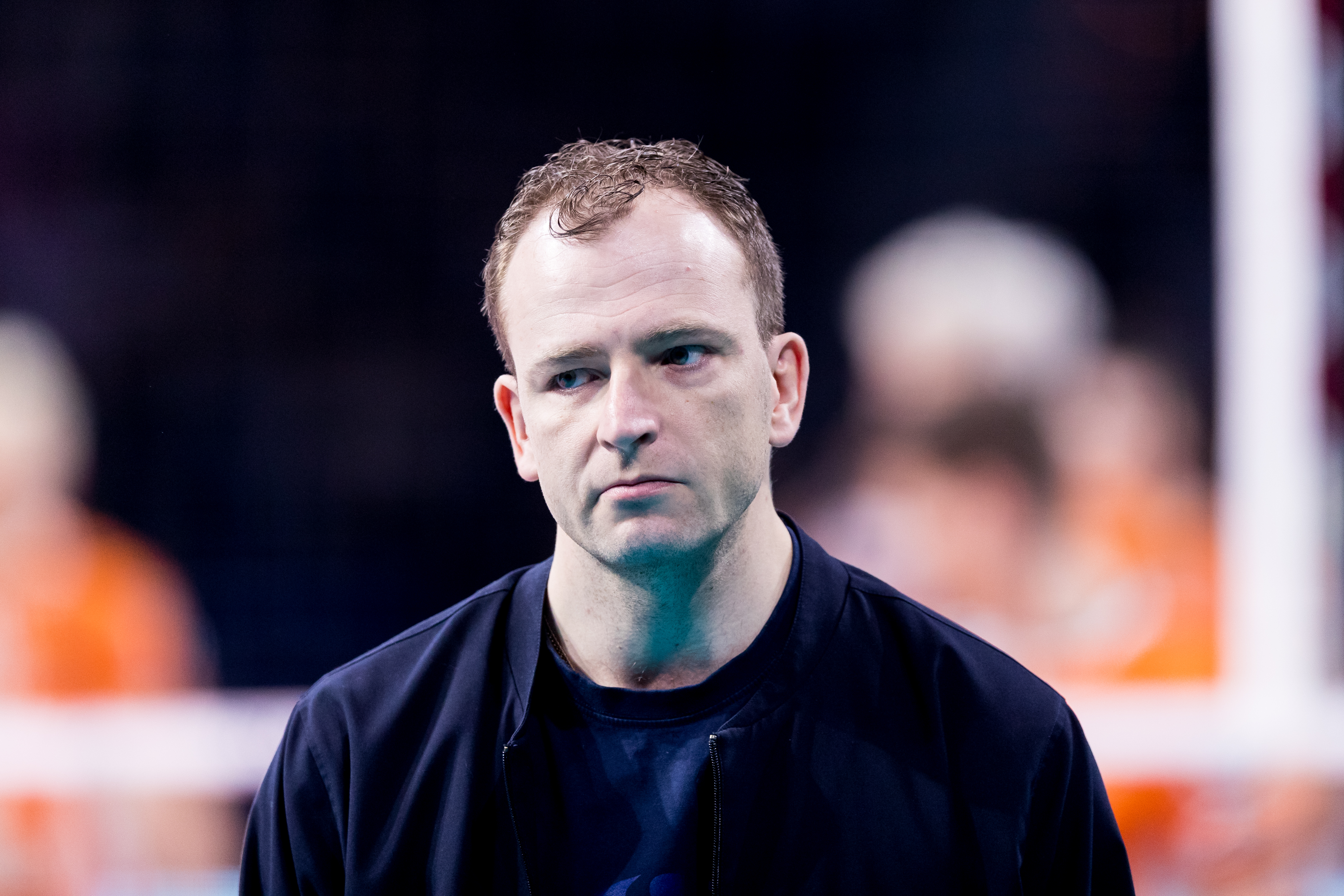
Rafał Murczkiewicz, 2023

Rafał Murczkiewicz (* 15. Dezember 1982 in Olsztyn) ist ein polnischer Volleyballtrainer. Er war in Polen und Frankfurt tätig. Von 2020 bis 2023 trainierte er den deutschen Bundesligisten SWD Powervolleys Düren.

## Karriere
Murczkiewicz kam zum Volleyball, weil sein Vater Präsident eines polnischen Zweitligisten war. Er wurde selbst Trainer und war als Co-Trainer der Frauen-Mannschaft Trefl Sopot tätig. Später arbeitete er als Statistiker bei Trefl Gdańsk. Die gleiche Funktion hatte er zunächst bei MKS Będzin, bevor er dort Co-Trainer wurde.
2018 wechselte er als Assistent von Stelio DeRocco zum deutschen Bundesligisten United Volleys Frankfurt. In der Saison 2018/19 unterlagen die Frankfurter im DVV-Pokal sowie in den Bundesliga-Playoffs jeweils der SVG Lüneburg und schieden in der Gruppenphase der Champions League aus. Ein Jahr später erreichten die United Volleys im DVV-Pokal das Viertelfinale und im CEV-Pokal das Viertelfinale, bevor sie beim Saisonabbruch der Bundesliga den zweiten Tabellenplatz belegten.
Anschließend wechselte Murczkiewicz als Co-Trainer zum Ligakonkurrenten SWD Powervolleys Düren. Als dort der bisherige Cheftrainer Stefan Falter im September 2020 aus gesundheitlichen Gründen zurücktrat, wurde der Pole kurzfristig zum Cheftrainer befördert. In der Saison 2020/21 unterlagen die SWD Powervolleys im Playoff-Halbfinale gegen Berlin und wurden Dritter. In der Saison 2022/23 war Murczkiewicz  mit den SWD Powervolleys in der Gruppenphase der Champions League aktiv. Im DVV-Pokal 2022/23 erreichte er mit seiner Mannschaft das Finale, das in Mannheim gegen die Berlin Recycling Volleys verloren ging. Nach dem Pokalfinale wurde wegen interner Spannungen in Düren entlassen.